# Краљевина Угарска (1301—1526)
Краљевина Угарска (мађ. Magyar Királyság, лат. Regnum Hungariae) је током касног средњег вијека, тачније почетком 14. вијека, доживјела период међувлашћа. Краљевска власт је обновљена под Карлом I (1308—1342), потомак Капетанског дома Анжујаца. Рудници злата и сребра отворени током његове владавине производили су око једне трећине укупне свјетске производње до деведесетих година 15. вијека. Краљевина је достигла врхунац своје моћи под Лајошем I (1342—1382), који је водио војне проходе против Литваније, јужне Италије и других далеких територија.
Угарску је османски експанзионизам достигао за вријеме владавине Жигмунда Луксембуршког (1387—1437). У наредним деценијама, надарени војни заповједник Јанош Хуњади водио је борбу против Османлија. Његова побједа код Београда 1456. стабилизовала је јужне границе за више од пола вијека. Први краљ Угарске без династичког поријекла био је Матија Корвин (1458—1490), који је водио неколико успјешних војних похода и такође постао краљ Чешке и војвода Аустрије. Под његовим покровитељством, Угарска је постала прва земља која је преузела ренесансу из Италије.

## Предисторија
велики везир Стефан I крунисан за краља 1000. или 1001. године. Ојачао је средишњу власт и приморао своје поданике да прихвате хришћанство. Иако сви писани извори истичу само улогу њемачких и италијанских витезова и духовника у том поступку, значајан дио мађарског вокабулара везаног за пољопривреду, религију и државна питања преузет је из словенских језика. Грађански ратови и пагански устанци, заједно са покушајима царева Светог римског царства да прошире своју власт над Угарском, угрозили су нову монархију. Монархија се учврстила за вријеме владавине Ладислава I (1077—1095) и Коломана (1095—1116). Ови владари су уз подршку дијела мјесног становништва заузели Хрватску и Далмацију. Обје области су задржале свој аутономни положај.
Богата необрађеном земљом, налазиштима сребра, злата и соли, Угарска је постала омиљено одредиште претежно њемачких, италијанских и француских колониста. Ови досељеници су углавном били сељаци који су се населили по селима, али било је и занатлија и трговаца, који су основали већину градова краљевине. Њихов долазак је одиграо кључну улогу у обликовању урбаног начина живота, навика и култура у средњовјековној Угарској. Положај краљевине на раскрсници међународних трговачких путева, погодовао је коегзистенцији неколико култура. Романичке, готичке и ренесансне грађевине и књижевна дјела писана латинским језиком, доказују претежно римокатолички карактер културе; али постојале су и православне, па и нехришћанске мањинске заједнице. Латински је био језик законодавства, управе и судства, али је „језички плурализам” допринио опстанку многих језика, укључујући и велику разноликост словенских дијалеката.
Преовлађивање краљевских посједа у почетку је гарантовало суверено превасходан положај, али је отуђење краљевских земаља довело до појаве самосвјесне скупине мањих земљопосједника, познатих као „краљевске слуге”. Они су приморали Андрију II да изда Златну булу 1222. године, „један од првих примјера уставних ограничења која су стављена на овлашћења европског монарха” (Франсис Фукујама). Монголи су задали велики ударац краљевини током инвазије од 1241. до 1242. године. Након тога, куманске и јашке скупине су се населили у средишњим низијама, а колонисти су стигли из Моравске, Пољске и других оближњих земаља. Уз подршку монарха, земљопосједници су након повлачења Монгола отпочели с подизањем тврђава, што је довело до развоја полуаутономних „покрајина” у којима су доминирали моћни магнати. Неки од ових магната су чак оспорили ауторитет Андрије III (1290—1301), посљедњег мушког потомка домаће династије Арпадовића. Послије његове смрти услиједио је период међувлашћа и безвлашћа. Средишња власт је поново успостављена тек почетком двадесетих година 14. вијека.

## Међувлашће (1301—1323)
Андрија III је преминуо 14. јануара 1301. године. Његова смрт створила је прилику за десетак великаша, или олигарха, који су до тада достигли дефакто независност од монарха да би ојачали своју аутономију. Присвојили су све краљевске дворце у низу жупанија, из којих су сви били обавезни или да прихвате њихову превласт или да оду. Нпр. Матија III Чак је имао власт над четрнаест жупанија на простору данашње Словачке, Ладислав Кан је управљао Трансилванијом, а Угрин Чак је контролисао велике територије између Саве и Драве. У Далмацији и Хрватској је стање за круну било још теже, пошто су бан Павле Шубић и Бабонићи стекли дефакто независност, при чему је Павле чак ковао сопствени новац, а савремени хрватски историчари га називају „некрунисаним краљем Хрвата”.
Сазнавши да је Андрија III преминуо, бан Шубић је позвао Карла Анжујског, сина покојног Карла Мартела, да преузме пријесто, који је убрзо стигао у Осторгом гдје је крунисан за краља. Међутим, већина свјетовних великаша противила се његовој владавини и понудила пријесто сину чешког краља Вацлава II. Млади Вацлав није могао да ојача свој положај и одрекао се круне у корист баварског војводе Отона III 1305. године. Њега је на крају приморао Ладислав Кан да напусти краљевину 1307. године. Папски легат је 1310. убједио све великаше да прихвате владавину Карла Анжујског, али је већина територија остала изван краљевске контроле.
Помоћу прелата и све већег броја мањих племића, Карло I је покренуо низ експедиција против великаша. Искористивши недостатак јединства међу њима, побиједио их је једног по једног. Прву побједу однио је у бици код Розхановца 1312. године. Међутим, најмоћнији властелин Матија Чак је сачувао своју аутономију све до смрти 1321. године, док су Бабонићи и Шубићи потчињени тек 1323. године.

## Анжујци на угарском престолу
На спољнополитичком плану Карло се око Мачве сукобио са српским краљем Милутином који је ове области заузео од Драгутиновог наследника Владислава. Драгутинов син затражио је помоћ свог некадашњег супарника, што је Карлу Роберту послужило као повод да продре на спорну територију (укључујући и Голубац и Београд) и заузме је (почетком 1317. године). Ратовање је са прекидима трајало до 1320. године, а наставиће се и током владавине Милутиновог унука. Бабониће је Карло поразио 1322. године, освајајући Славонију (до потпуног освајања Славоније дошло је 1326/7. године након последње побуне ове породице), а исте године и Шубиће (одводећи Младена као заробљеника). Влашки владар, оснивач влашког војводства, Базараб, који је у почетку прихватао Карлову власт, отказао му је послушност 1326. године, уздајући се у помоћ бугарског цара Михаила. Карло је лично кренуо са војском на њега 1330. године, али је претрпео свој највећи пораз од Брђана, након чега је напад на Влашку пропао. При крају своје владавине, Карло Роберт је у два маха ратовао против Србије, односно младог краља Душана, користећи се његовом заузетошћу против Византије. Карло је на лето 1335. године продро све до Жиче, али су Срби, закључивши мир са Андроником, кренули против Карла протеравши га преко Саве и пустошећи Срем. Седам година касније, 1342. године, Карло Роберт поново ратује са Србима.
Долазећи на власт, Карло је омогућио стасавање нове, анжујске аристократије, која је заменила арпадску. Њено језгро чинила је малобројна пратња која је са Карлом дошла из Напуља. Од њих вреди поменути породице Другета и Горјанских. Жупанијску војску је, са распадом краљевских жупанија током 13. века, заменила феудална војска великаша, потчињена непосредно краљу као врховном заповеднику. Великашке чете називане су „бандеријама” (италијански: бандера — застава). Назив је остао до 1918. године. Историјски значај од Карлових бракова има само брак са Јелисаветом Пјаст, ћерком пољског краља Владислава, чији је брат Казимир III 1330. године дошао на власт, на којој ће се задржати до 1370. године. Он није имао деце, те је 1339. године завештао пољску круну Карлу Роберту и његовим потомцима.

### Угарска као велесила
Стогодишњи рат довео је до слабљења запада и преношења центра моћи евроспког континента на исток, где су тамошње државе доживеле значајан успон: Чешка под Карлом IV, Пољска код Казимиром III и Угарска под Лајошем I Анжујским (1342—1382). Истовремено, Србија доживљава свој највећи успон под Душаном, који је условљен слабљењем Византијског царства под налетима Турака.
Ладиславови ратови могу се сврстати у три групе: напуљске, млетачке и балканске. Напуљске, који нису имали много везе са Угарском, изазвало је убиство Лајошевог млађег брата Андрије, који са својом супругом Јованом (Александар Дима јој је посветио роман) није био у добрим односима (1345). Лајош је захтевао од папе Клемента VI, сизерена Напуљске краљевине, да власт са Јоване пренесе на њега, што је овај одуговлачио. Лајош је 1347. године закључио десетогодишње примирје са Венецијом и са својом војском упао у Напуљ, прелазећи претходно преко северне Италије. Карла Драчког, кога је сматрао виновником Андријиног убиства, је наредио да убију, док је Јована побегла у Марсеј. На Сицилији се Лајош прогласио краљем, а фебруара 1348. године је тријумфално ушао у Напуљ. Због избијања куге он се већ на пролеће повлачи из Италије, остављајући тамо вођу немачких најамника, Улриха Волфурта. Јована је накратко успела повратити власт у Напуљу, али је све то осујетио нов долазак Лајоша (1350). Свестан да власт у Напуљу не може задржати, уз посредовање папе, угарски краљ се измирио са Јованом 1352. године, одричући се напуљских територија, а за узврат добијајући ослобођење плаћања црквеног десетка папи у Угарској. Једина покрајина Напуљске краљевине која је остала под његовим утицајем је Драчко војводство (средњоалбанско приморје), под Карлом Топијом. Епилог борби око Напуља догодио се 1381. године. У сукобу папе Урбана VI и авињонског противпапе Климента VII, Јована је подржала овог другог, због чега је папа Урбан лишио Јовану напуске круне нудећи је Лајошу. Лајош понуду није прихватио, али је на престо довео свог штићеника и васпитаника, младог Карла Драчког. Јована је ухваћена и затворена. У затвору је задављена.
Лајош је средио прилике у Хрватској где су се, на рушевинама некадашњег господства Шубића, осамостаљивали локални владари. Након заузећа територије Хрватске, Нелипчићи и Шубићи покорили су му се без отпора. Лајош је 1347. године заменио поседе Шубића у Хрватској за поседе у Славонији. Шубићи су том приликом добили тврђаву Зрин, након чега се у изворима помињу и као Зрински. Друга угарска војска заузела је Задар, изазивајући тиме сукоб са Млетачком републиком. Млечани су опсели Задар поразивши краљеву војску која је пошла да га деблокира. Суочен са стањем у Италији, Лајош је закључио примирје са Млетачком.
Борба око Далмације наставила се после осам година. На страни Карла учествовао је у рату и господар Падове, Франческо Карара. Папи је угарски краљ сренуо пажњу да су Млечани савезници шизматичког српског цара Душана. Лајош је напао северну Италију, али се зауставио пред зидинама Тревиза, где је крајем 1356. године закључио примирје. У међувремену, далматински градови су се побунили и збацили млетачку власт. Задарским миром (1358), Млетачка република заувек се одрекла Хрватске и Далмације, односно источне јадранске обале, дозволивши и слободну пловидбу угарских бродова по мору и трговину у Венецији. Далматински градови преузели су обавезу да угарску морнарицу у случају рата помажу са по једном галијом. Заузврат, гарантована им је аутономија. На чело покрајине постављен је бан. Посебним уговором у Вишеграду, врховну угарску власт прихватио је и Дубровник. Након распада Српског царства, угарску власт прихватио је 1371. године и Котор. Угарска власт сада се протезала до Драча одакле је владао његов рођак, Карло Топија.
Нови рат са Млетачком републиком избија 1378. године, када Млечани заузимају слабо брањени Котор. Ратну ситуацију на мору преокренули су угарски савезници, Ђеновљани. Венеција је опседнута са копна и мора (Ђенова, Угари, Верона, Аустријско војводство). Млечани су успели поразити ђеновљанску флоту у Кјођи, истовремено преговарајући са најснажнијим противником, Угарском. Миром у Горину из 1381. године потврђене су одредбе Задарског мира, а Млетачка је пристала и на плаћање годишњег данка од 7000 дуката. При крају Лајошеве владавине, Угарска се налазила на врхунцу моћи.
На Балкану, Лајош се мешао у унутрашња питања Босне, оженивши се 1353. године ћерком Стјепана II Котроманића, Јелисаветом. Стјепанов наследник, бан Твртко, сукобио се са Угарском око Хума (Херцеговине) коју је угарски краљ тражио на име мираза. Лајош 1363. године продире у Босну и зауставља се код града Сокола, а исте године Угари нападају Усору. Иако су ови угарски напади завршени неуспешно, односи су се поправили 1366. године када је Твртко био приморан да тражи помоћ угарског краља у вези побуне свог млађег брата. Односи су добри до Лајошеве смрти.
О Лајошевом рату са Душаном 1342. године нема никаквих података, док су подаци о рату из 1354. године остали. Угарске трупе повукле су се пред српском војском која је заузела Београд. Србија је, међутим, нагло ослабила после Душанове смрти, те су 1356. године Угари заузели Клис. До новог рата долази 1359. године, након напада обласног господара Војислава Војиновића на Дубровник. Током Лајошевог напада на Поморавље, његови вазали постају обласни господари Растиславићи. Нови рат из 1373. године избија када је Никола Алтомановић, Војиновићев сестрић и наследник, хтео од Дубровника, уз млетачку помоћ, освојити Стон и Пељешац. У рату који је уследио, Лајош и кнез Лазар су заједничким снагама уништили Алтомановића и међусобно поделили његове области.
Односи са Влашком погоршали су се 1368. године када је влашки војвода Влајко отказао послушност угарском краљу подстакнут од стране бугарског бана Ивана Шишмана. Лајошева војска поражена је у нападу на Влашку, након чега се усталио мир који ће трајати током остатка Лајошеве владавине. Молдавија се у почетку Лајошеве владавине налазила у вазалном односу према Златној хорди. Секељски жупан истерао је Татаре, након чега је Лајош управу над Молдавијом поверио локалном војводи Драгошу. Њега је збацио војвода Богдан против кога се Лајош борио следећих десет година, обнављајући у Молдавији угарску власт тек пред крај своје владавине. Користећи се грађанским ратом у северозападној Бугарској, Лајош је 1365. године заузео Видин и одвео његовог цара Страцимира у ропство. Због немогућности да тамо задржи угарску власт, Лајош га је 1369. године вратио на престо као свог вазала.
Односи са Пољском, одакле је била Лајошева мајка, били су добри током владавине пољског краља Казимира. Након његове смрти (1370), на пољски престо ступа Лајош, чиме су две државе ушле у персоналну унију. Лајош је поразио и заробио свог противника, Владислава Белог из династије Пјаст, након чега је крунисан у Кракову. Персонална унија Пољске и Угарске постојаће од 1370. до 1382. године. Лајошев намесник у Пољској била је његова мајка Јелисавета Пјаст. Током овог периода, Литванци су, користећи се нерасположењем Пољака према мађарском владару, подигли две побуне (1376, 1377) које је Лајош успешно угушио.
Лајош је неколико пута долазио у везу са крсташком идејом са циљем заустављања угарског продора у Европу. Када је у Загребу 1354. године узео крст, он није напао муслимане, већ Душана. Папа 1355. године није прихватио понуду српског цара да стане на чело хришћанске војске због противљења угарског краља. У вези са турским насртајима, угарског краља посетио је 1366. године византијски цар Јован V Палеолог, тражећи помоћ, што је Лајош условио унијом источне и западне цркве. Како идеја није заживела, до сарадње није дошло.

## Владавина Жигмунда Луксембуршког

### Нови грађански рат
Лајош и Јелисавета нису имали мушке деце. Непосредно пред смрт, Лајош је наредио да се за краља (не за краљицу) крунише његова једанаестогодишња ћерка Марија (1382—1395), верена за сина Карла VI, светоримског цара, Жигмунда Луксембуршког. Слабост Угарске под Маријом искористили су Пољаци да се осамостале и заузму Галицију, као и Твртко Котроманић који је заузео Котор и далматинске градове (сем Задра). У Угарској долази до поделе између присталица што скоријег озваничења Маријиног брака са Жигмундом са једне и присталица удаје Маријине старије сестре Катарине за француског Луја Орлеанског (којој је припадала и краљица-мајка Јелисавета и палатин Никола Горјански). Формирала се и трећа страна која се залагала за долазак на власт Карла Драчког, јединог мушког члана династије Анжујаца. Она је имала подршку Твртка и браће Хорват. Делегација предвођена Павлом Хорватом је у Напуљу понудила Карлу угарску круну. У Угарској избија грађански рат. Жигмунд заузима Будим и присиљава своју вереницу на брак. Уживао је подршку свог брата, чешког краља Вацлава. Жигмунд одлази у Чешку да тражи помоћ за наставак борби, што користи Карло Драчки да упадне у Будим. Тамо га је већ чекао сабор кога су организовали браћа Хорват. Тако је и Карло крунисан за краља (1385—1386). Јелисавета је организовала да Карло на превару буде нападнут и рањен. Подлегао је ранама 1386. године. Јован Хорват је успео побећи преко Драве, прогласивши Карловог сина Ладислава за краља. Хорвати су организовали заседу Блажу Форгачу (који је ранио Карла) и Николи Горјанског, побили их и њихове главе послали Карловој удовици у Напуљ. Марија и Јелисавета одведене су у заробљеништво.
Противници напуљске стране ујединили су се око Жигмунда који је проглашен угарским краљем (1387—1437). Жигмунд је покушао да ослободи краљице. Вође напуљске странке удавиле су Јелисавету пред очима ћерке, након чега су побегли у Напуљ. Жигмунд и Марија успостављају власт у Угарској, а присталице Ладислава беже између осталог и код Твртка. Сем Твртка, напуљска страна имала је подршку и српског кнеза Лазара који је, користећи се грађанским ратом у Угарској, заузео Мачву и Београд. Непосредно пред своју погибију 1389. године, Лазар се измирио са Жигмундом прихватајући његову врховну власт. Косовска битка довела је до ступања Лазареве кнежевине у вазалан однос према Бајазиту. Турци упадају и у Угарску, у Срем и Банат. Код Манђелоса су поражени од стране Јована Моровићког, а Жигмунд 1390. и 1392. године два пута упада у Србију. У Босни се стање такође мења у Жигмундову корист. Твртка је наследио слаби Стефан Дабиша кога је Жигмунд брзо приморао на вазалство. У међувремену Турци освајају Бугарску и продиру у Влашку, чији војвода (Мирча Храбри) тражи Жигмундову помоћ. У бици на Ровинама Срби учествују на обе стране. На бојишту су остали Константин Дејановић и Марко Краљевић. Одјеци победе на Ровинама допрли су чак до Париза. Жигмунду је славље покварила вест да је Марија изгубила живот услед пада са коња.
Турци су се 1396. године осветили за прошлогодишњи пораз у тзв. Никопољском крсташком рату. Након победе пред Никопољом, Турци упадају у Банат, пустоше Београд и Сремску Митровицу. Жигмунд се једва спасао погибије, бежећи преко Београда у своје краљевство. Дабишин наследник Остоја наставио је са непријатељском Твртковом политиком према Угарима. Жигмунд је 1398. године водио безуспешни рат против Угара.

### Владавина
Политиком смањивања утицаја племства, Жигмунд је створио широку опозицију својој власти. Жигмунд је укинуо клаузулу Златне буле о отпору, и на значајне функције почео доводити странце. Жигмунд је ухаошен 1401. године, а савет барона, који је привремено преузео власт, позвао је Ладислава да преузме круну. Грађански рат је тако обновљен. Жигмунд се брзо ослободио заробљеништва и, уз помоћ Горјанског, побегао из земље. Ладислав се вратио у Угарску, али није имао храбрости да иде у њену унутрашњост, што користе Жигмундове присталице да обнове власт у неким деловима Угарске. Ладислав се вратио у Напуљ, остављајући у Задру Хрвоја Вукчића као свог намесника. У Босни услед догађаја у Угарској долази до смене на престолу. Остоја, који је пружио подршку Жигмунду, збачен је од стране Хрвоја, а на његово место дошао је Твртко II. Он је нападнут од стране угарске војске, одведен код Жигмунда, где је приморан на вазалство. Битка код Ангоре 1402. године ослободила је на неко време Угарску од турске опасности. У Османском царству избија дугогодишњи грађански рат између Бајазитових синова. Врховну власт Угарске прихватио је 1404. године и Стефан Лазаревић, добијајући заузврат Београд, Мачву и поседе у Угарској. Твртко се 1408. године побунио против угарског краља који упада у Босну, заробљава га и поставља на његово место Остоју. Жигмундову власт тада је прихватио и Хрвоје Вукчић Хрватинић, стварни господар Босне и Далмације. Две године касније, Жигмунд се и сам крунисао за босанског краља.
Отприлике у ово време пада оснивање Жигмундовог витешког „Змајевог реда” у кога су ушли и Стефан Лазаревић и Хрвоје Вукчић. Жигмунд активно узима учешћа у борби за светоримску круну што ће за неко време одвратити његову пажњу са догађаја на Балкану. Крунисао се за немачког краља и председавао је Сабором у Констанцу у јужној Немачкој. Користећи се заузетошћу Сандаља Хранића у борби око турског престола, Хрвоје је напао и заузео његове територије. Жигмунд га је прогласио издајником и лишио га свих територија. Хрвоје се обратио за помоћ Турцима који упадају у Босну и наносе пораз Мађарима код Лашве. Велики број угарских угледних војсковођа пао је у турско ропство. Тиме су Турци угрозили непосредну угарску власт у Босни. У наредним годинама Турци и Мађари боре се у Влашкој, где је турски претендент Радул однео победу над угарским претендентом Даном. Њих двојица смењивали су се на влашком престолу са променом ратне среће све до 1432. године, када Турци остварују превласт, а на престо долази Влад II Дракул.
Највреднији угарски савезник у борби са Турцима тада су били Срби. Стефан Лазаревић је до краја живота остао веран Жигмундов вазал. Споразумом у Тати Жигмунд је признао за Стефановог наследника Ђурђа Бранковића, његовог сестрића, под условом да му Срби врате Београд и Голубац. Након Стефанове смрти (1427), Београд је враћен Угарској, а управник Голупца, Јеремија, предао се Турцима јер му није исплаћен неки дуг. Пред Голупцем је Жигмунд доживео свој други велики пораз од Турака 1428. године.
Користећи смрт Сандаља Хранића, Жигмунд је покушао да заузме Хум, што му није пошло за руком. Отпор му је пружио Сандаљев наследник и синовац, Стефан Вукчић Косача. Међутим, Жигмунд је надокнадио овај пораз успехом у Босни где је повратио Твртка на власт, заузимајући градове од турског претендента Радивоја Остојића. То доводи до обнове рата са Турцима у којима је највише страдала Србија, преко које су крстариле обе војске.
Млечани су 1399. године престали плаћати данак Угарима утврђен Торинским миром (1382). Они су 1409. године купили далматинске поседе од Ладислава, а хтели су платити и Жигмунду, на шта овај није хтео пристати. Око Далмације су до 1432. године вођене борбе, након чега је, уз посредовање папе Евгенија IV закључен мир на основу статуса кво. Угари су заувек изгубили Далмацију. Далматинско залеђе заузеће делимично Турци, а Франц I Хабзбуршки успоставиће своју власт тамо након пада Млетачке републике 1797. године. Након Наполеонових ратова, Далмација је враћена у посед Хабзбурговаца где ће остати до 1918. године, када ће ући у састав Краљевине СХС.

## Доба Хуњадија
Жигмунд је умро децембра 1437. године. Не желећи да прихвате владавину Жигмундове ћерке, Мађари су круну поверили Алберту V Хабзбуршком (1438—1439). Тако су се Хабзбурговци коначно, након више векова, домогли угарског престола. Турци за то време напредују. Они 1439. године заузимају Смедерево и последње остатке Српске деспотовине. Ђурађ Бранковић бежи у Угарску, па у Зету. Алберт је умро октобра 1439. године остављајући иза себе трудну супругу Јелисавету. Неки великаши сматрали су да треба сачекати да се дете роди, па ако је мушко да преузме власт, а ако не да изаберу новог краља. Међутим, услед турске опасности, великаши су одлучили да за краља поставе петнаестогодишњег пољског краља Владислава III Јагелонца (1440—1444) рачунајући и на пољске ресурсе. Уколико Јелисавета роди сина, он ће наследити Владислава, а уколико роди ћерку, она ће се удати за Владислава који ће тако задржати круну. Јелисавета је у међувремену родила сина и, по савету Улриха Цељског, повукла пристанак на споразум. За краља је прогласила свог новорођеног сина Ладислава V (1440—1457). Нови грађански рат избио је услед турске опасности. Већина великаша подржавала је Владислава, али су они најјачи, укључујући и Ђурђа Бранковића, подржавали Ладислава. Присталице Владислава су на крају превладале. Турци допиру до Београда кога безуспешно опседају. Тих година на историјску позорницу попео се Јован (Јанош, Јанко) Хуњади, северински бан из времена краља Алберта.
Победа Јанка Хуњадија код Сентимре над војском Мезид-бега охрабрила је хришћане да организују крсташки рат у циљу спречавања даљег турског продора. Прва фаза Варнинског крсташког рата позната је и као Дуга војна. Духовни подстрекач рата био је папски кардинал Јулијан Чезарини, а вође Владислав и Ђурађ Бранковић. Преко Ниша и Пирота, хришћани су стигли чак до Софије. Даље нису могли напредовати због зиме, те су се вратили у Угарску. Вешт дипломата, султан Мурат је одвојио Ђурђа од крсташа пристајући Сегединским миром на обнову Српске деспотовине. То је продужило постојање српске средњовековне државе следећих 15 година. Остатак хришћанске војске поражен је 1444. године у великој бици код Варне. Чезарини и Владислав су на бојном пољу изгубили животе, а Хуњади се спасао.
Власт у Угарској након Владиславове погибије преузима државни савет и седморица капетана. Сабор је одлучио да не бира новог краља, већ да потврди избор Ладислава, под условом да га његов рођак, Фридрих Хабзбуршки, врати заједно са угарском круном. Овај је то одбио. Године 1446. Јанко Хуњади преузима власт у Угарској са титулом гувернера. Његов крсташки рат из 1448. године завршен је великим поразом на Косову. У Угарску је 1452. године враћен Ладислав кога је Фридрих под притиском грађана Беча морао ослободити. Као гувернер, Хуњади је по мишљењу својих противника, сада био непотребан. Турци у међувремену освајају делове Српске деспотовине и поново опседају Београд. Хуњади је успео да издржи опсаду, али је умро непосредно након победе од куге. До краја 1456. године, умро је и Ђурађ Бранковић. Турцима више нико није стајао на путу ка потпуном освајању Србије. У Угарској након Хуњадијеве смрти избија отворен грађански рат између његових синова (Ладислава и Матије) и краља. Вођа Хуњадијеве странке био је Михаило Силађи, бранилац Београда. Ладислав је приморан да напусти земљу, водећи са собом Матију Хуњадија као заробљеника. Умро је у Прагу 1457. године.

## Владавина Матије Корвина
Хуњадијева странка изабрала је Матију за краља (1458—1490) под условом да се овај ожени Аном, ћерком палатина Ладислава Горјанског. До Матијиног повратка у Угарску, земљом је управљао Михаило Силађи. Међутим, после смрти Ладислава Посмрчеа 1457. године, изабран је и нови народни краљ, Ђорђе Побједарски, који је угарским посланицима забранио да Матији кажу да је изабран за краља док овај не пристане да се ожени његовом ћерком Катарином. Ништа не слутећи о веридби коју су му уговориле присталице у Угарској, Матија је пристао на захтев чешког краља и тиме заоштрио своје односе са палатином, Михаилом Силађијем (својим ујаком) и Николом Илочким (старим противником породице Хуњади). Матија је ипак уживао подршку већине у Угарској. Силађи је 1461. године заробљен од стране Турака и одведен у Цариград где је и умро. Две године раније је освајањем Смедерева султан Мехмед окончао постојање српске средњовековне државе. У међувремену је умро и Ладислав Горјански. У Угарској се Матији супротстављао једино Фридрих III Хабзбуршки који је већ 20 година држао угарску круну у свом поседу. До споразума је дошло 1463. године. Ладислав је пристао на откуп, да Фридрих задржи титулу угарског краља коју су му устаници дали и узајамно наслеђивње само да би добио круну.
У Босни су обновљени сукоби Угарске и Турске. Турци 1463. године освојили последње остатке Босанске краљевине. Стефан Томашевић, последњи краљ Србије и Босне, страдао је у борби са Турцима. Матијина војска је као реакција на пад Босне продрла на њену теритрију, ослобађајући Јајце и Сребреник. Тамо су формиране две угарске бановине. У службу Матије Корвина ступио је унук Ђурђа Бранковића, Вук Григоријевић (Змај Огњени Вук).
Након смрти свог таста Ђорђа Побједарског, Матија је покренуо борбу за угарску круну. Његова војска је продрла у Моравску где се у Оломицу 1469. године прогласио чешким краљем. Његову титулу, међутим, нису прихватили ни Фридрих ни папа ни немачки кнежеви, те је се Матија одрекао у корист Казимира IV, пољског краља и сина Владислава.
Борбе против Турака настављају се у Србији (где Мехмед 1470. године гради тврђаву Шабац на Сави) и Влашкој (где су Мађари пружали подршку Стефану Великом). Опсада Шапца 1476. године последња је битка против Турака коју је Матија лично предводио. Касније ће руковођење преузети његове војсковође. Смрт Мехмеда Освајача (1481) довела је до наставка борби. Међутим, Бајазит II је успео да одржи турску власт на Балкану. Борбе са Угарима трајаће до 1483. године када је закључено примирје које се више пута продужавало.
У обновљеном рату са Фридрихом Хабзбуршким, Матија заузима Штајерску. Његови поданици постају Јован и Ђорђе Бранковић којима је доделио поседе у Срему. Србе је угарски краљ користио за борбу са Турцима, те је Белмужевићима дао поседе у Бачкој, а Јакшићима у Банату. Врхунац Матијине владавине био је заузимање Беча 1485. године. Држао га је две године. Матија је умро 1490. године.

## Јагелонци и пад Угарске под Турке
Након Матијине смрти појавило се више претендената на престо: Хабзбурзи Фридрих и Максимилијан, пољски краљ Јан Олбрахт и његов брат, чешки краљ Владислав. Великаши су се одлучили за Владислава (1490—1516) како би сачували Матијина освајања у Чешкој. Максимилијан и Јан нису одустали од престола. Напали су Угарску. Владислав се споразумео са својим братом, а потом је истерао Максимилијана из земље.
Примирје са Турском истекло је 1491. године. Пљачкашки напад Турака покушао је 1493. године зауставити хрватски бан Емерих Деренчењи који је поражен на Крбавском пољу. На бојишту је изгинуло много хрватских племића. Са Турцима је 1495. године склопљено примирје које је због сталних чарки обнављано 1498. и 1503. године. Заузетост Османског царства у рату са Персијом спасла је на одређено време Угарску.
После смрти Владислава 1516. године, наследио га је десетогодишњи син Лајош II (1516—1526), последњи средњовековни краљ Угарске. Уместо њега управљало је намесништво које није водило рачуна о државним интересима. Суочен са финансијским тешкоћама краљевски двор је био приморан да позајмљује огромну суму новца од банкарске куће Фугера која је заузврат тражила право на експолатацију угарских рудника. Снага угарске владајуће класе раздирана је међусобним борбама у жељи за стицањем власти.

### Мохачка битка
Сулејман, једини преживели Селимов син, у младости је био намесник Манисе. Свога оца је замењивао у престоници док је овај био на далеким походима. Побуњеници на Порти сматрали су да се Сулејман неће успети одржати на престолу, али су се преварили. Сулејман је учврстио тековине свога оца и постигао је унутрашњи мир Царства. Сулејман је предузимао више похода ка Европи, Блиском истоку и Медитерану. Главни правац продора Сулејманове војске био је ка Средњој Европи коју је нападао девет пута, док је ка Блиском истоку продирао три, а на Медитерану два пута. Први поход Сулејмана у Средњој Европи уперен је против Угарске. Као повод је искористио недолично Лајошево понашање према турском посланику у Будиму. Сулејман је из Истанбула кренуо маја 1521. године и стигао пред Београд. Овај значајан град на Дунаву неуспешно је опседао Мехмед II Освајач. Чувени Сулејманов прадеда није успео да освоји Београд, али је Сулејману то пошло за руком. Град је пао 29. августа. Поред Београда, Турци освајају још неколико утврђења на Дунаву. Султан се након освајања Београда вратио у Истанбул. Непријатељства са Угарском обновљена су 1525. године због низа пограничних чарки. Априла 1526. године Сулејман је кренуо ка Угарској и сукобио се са непријатељем у мочварној равници код Мохача. Битка је трајала два сата. Краљ Лајош је погинуо у бици, а пут за Будим био је отворен. Сулејман га заузима 11. септембра и за Лајошевог наследника поставља Јована Запољу, војводу Трансилваније. Угарско племство, противници Запоље, изабрали су два месеца касније за краља Фердинанда Хабзбуршког, брата Карла V.

### Епилог
Фердинанд је покренуо борбу против Запоље који тражи султанову помоћ. Сулејман је 1529. године покренуо свој трећи поход на Угарску (том приликом је својој титули додао и титулу беглербега Румелије). Будим је поново заузет, Запоља потврђен за краља, али Сулејман наставља даље и 27. септембра стиже до зидина Беча. Прва опсада Беча завршена је неуспешно. Султан је подигао опсаду октобра исте године. Турска је досегла своје крајње границе ка западу. Четврти поход на Европу османски хроничари називају „походом на Немачку”. Сулејман 1532. године опседа Кесег и допире допире до Граца, али прекасно (у септембру када је ратна сезона већ била завршена) те се мора повући. Овај поход завршен је примирјем без територијалних промена.

## Становништво
У почетку су већинско становништво у Краљевини Угарској чинили Словени, док су Мађари представљали владајући слој друштва. Велики део Панонских Словена се временом помађарио и утопио у Мађаре, чиме су Мађари као етничка група изгубили неке од својих првобитних етничких особина. Ово претапање Словена у Мађаре се углавном дешавало у централним деловима Угарске (северна Панонија), док су се у периферним подручјима Словени одржали као посебна етничка група, што је било посебно изражено на подручју јужне Паноније, односно средњовековне Бановине Славоније чије словенско становништво (етнички Славонци) није подлегло мађаризацији. Међутим, чак и у областима северне Паноније, у културном и лингвистичком наслеђу мађарског становништва Панонске низије очували су се многи трагови етничке и језичке посебности првовитног словенског становништва.
У Угарској је такође било и Влаха и Немаца, као и неких мањих етничких група попут Секеља, Кумана, Печенега и Јаса.